# Rejon wiaziemski (Kraj Chabarowski)
Rejon wiaziemski (ros. Вяземский район) – jednostka administracyjna wchodząca w skład Kraju Chabarowskiego w Rosji.
Centrum administracyjnym rejonu jest miasto Wiaziemskij. W granicach rejonu usytuowane są 24 miejscowości, z których 18 to centra administracyjne osiedli wiejskich, np. Dormidontowka.